# Pardosa albatula
Pardosa albatula là một loài nhện trong họ Lycosidae.
Loài này thuộc chi Pardosa. Pardosa albatula được Carl Friedrich Roewer miêu tả năm 1951.